# Osiris végétant

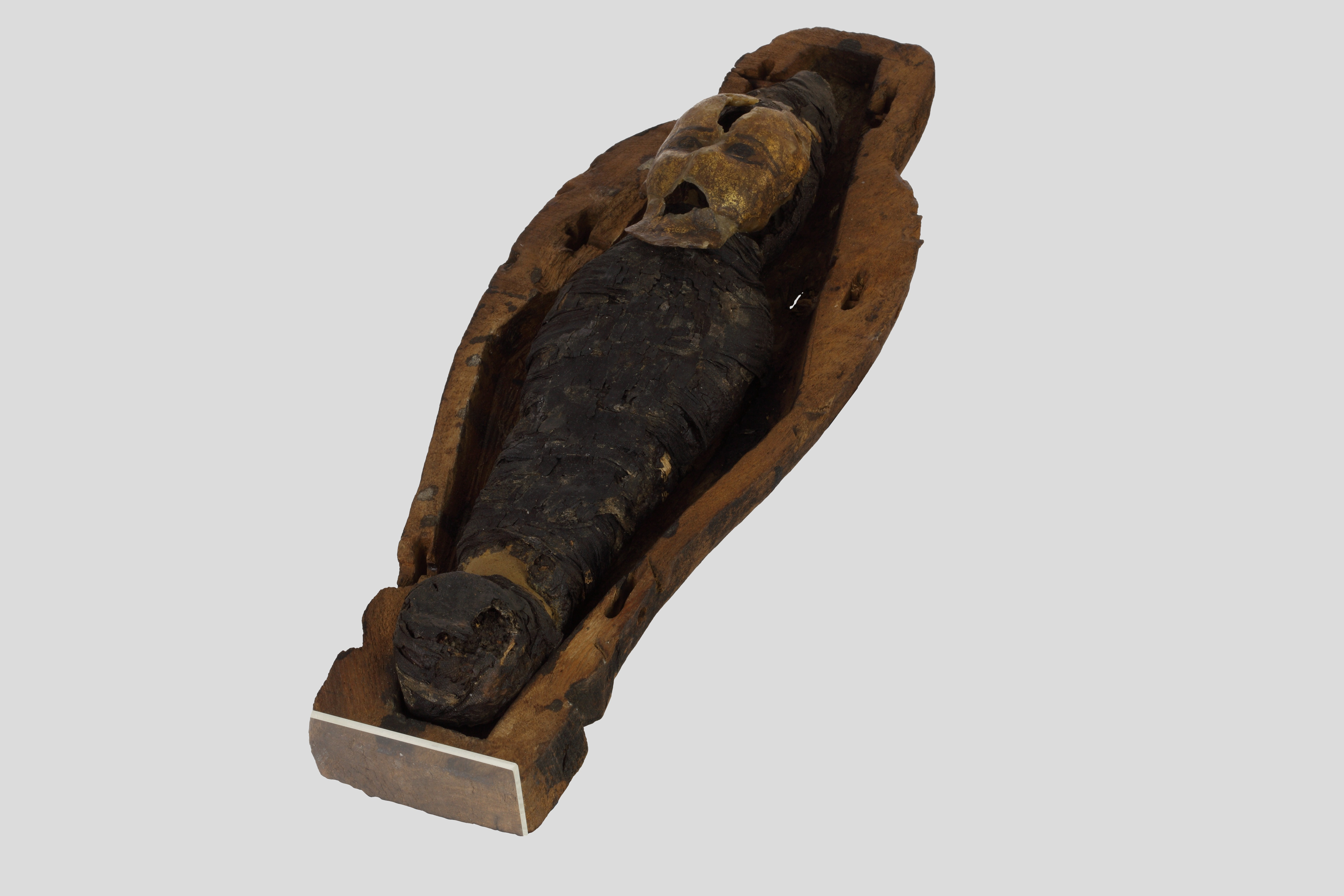
« Osiris végétant » dans son sarcophage.

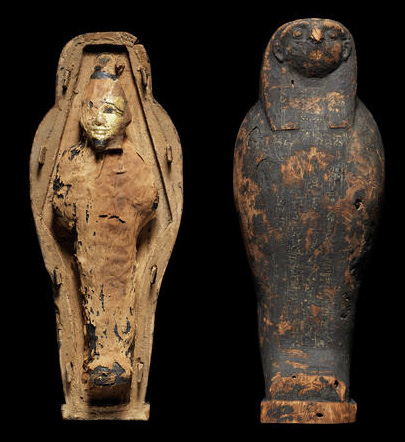
Figurine d'un « Osiris végétant » et son sarcophage (époque ptolémaïque).

Un Osiris végétant est une figurine rituelle de l’Égypte ancienne confectionnée lors de cérémonies en l’honneur du dieu Osiris. Il se compose d’un cercueil en bois sur lequel est représentée une tête de faucon. Le reste de la momie était composé d'autres matériaux tels que la cire, le sable et la terre,. Elles étaient équipées de masques le plus souvent en cire mais parfois en argent. Les momies étaient pourvues de cercueils en bois,.
Le cycle de la germination du grain a été vu par les Égyptiens comme une métaphore de leur conception de la mort. Une des images de la renaissance d'Osiris est la figuration d'épis de céréales poussant sur son corps momifié. Cette représentation était réellement mise en œuvre dans les temples selon le rituel du mois de Khoiak. Dans une cuve en forme de momie, les prêtres plaçaient un mélange terreux, où du grain se mettait à germer (lors de recherches sous-marines, une cuve de ce genre a été retrouvée à l'intérieur du téménos du temple d'Amon et Khonsou de la ville engloutie de Thônis-Héracléion. Cet Osiris végétant, une fois placé au soleil puis desséché, était placé dans une barque sacrée puis transporté vers la nécropole de la ville de Canope).
Il semble que ces momies aient été enterrées dans le cadre de certains festivals comme le Khoiak,. Élaboré à l'origine à Abydos et Bousiris, les festivités du mois de Khoiak gagnent dès la XIe dynastie tous les temples censés conserver une relique du corps osirien dépecé.